# Christopher Doyle

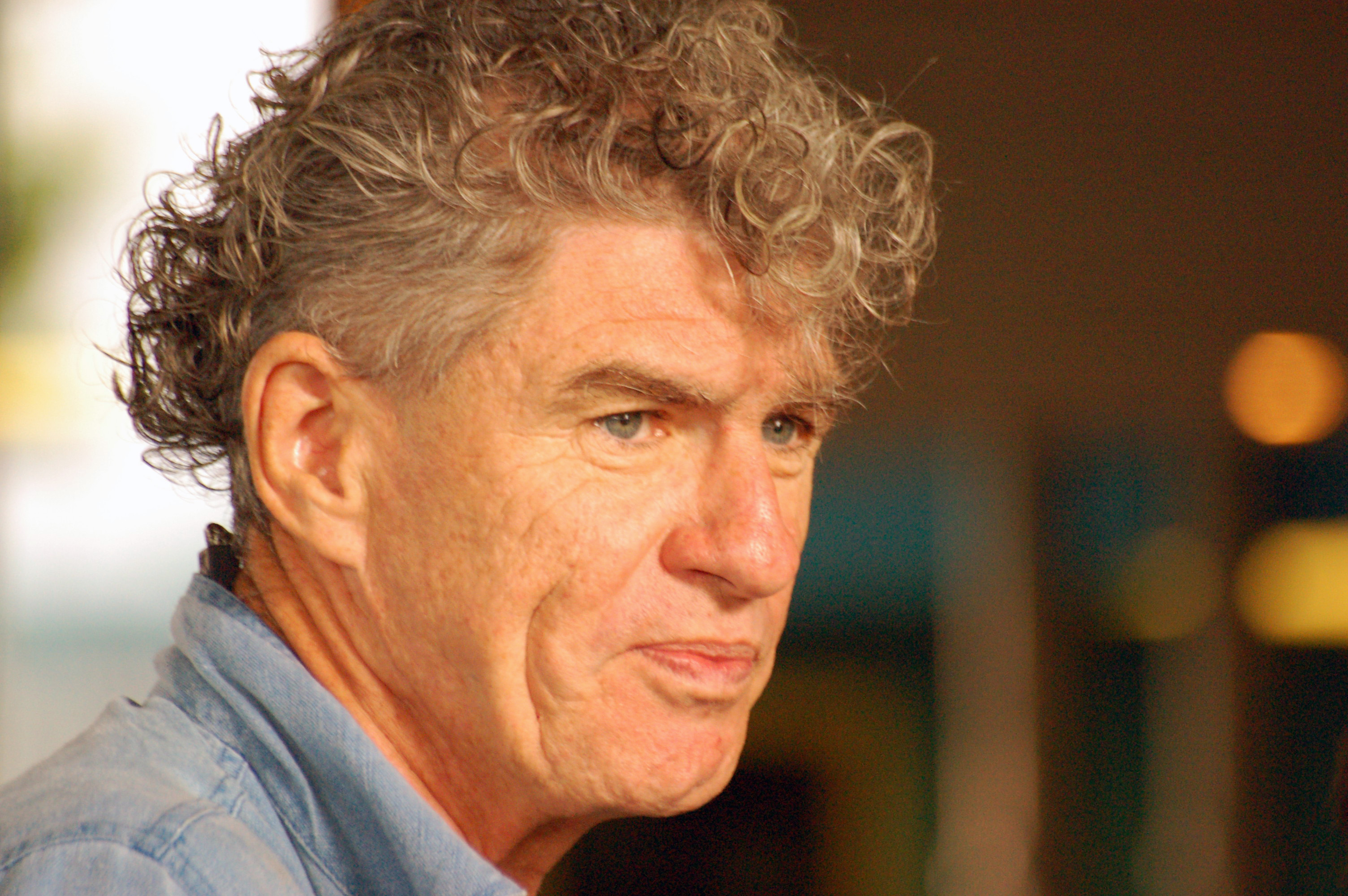
Christopher Doyle (2005)

Christopher Doyle (chinesisch 杜可風 / 杜可风, Pinyin Dù Kěfēng, Jyutping Dou6 Ho2fung1, kantonesisch To Ho-Fung; * 2. Mai 1952 in Sydney, Australien) ist ein in Hongkong lebender Kameramann, Fotograf, Regisseur, Drehbuchautor und gelegentlicher Schauspieler. Während seiner Zusammenarbeit mit Regisseur Wong Kar-Wai entwickelte er einen improvisierenden und äußerst beweglichen Filmstil und prägte damit eine Generation von Filmemachern in Asien.

## Leben und Werk
Christopher Doyle arbeitete zunächst als Ölsucher in Thailand, war Matrose bei der norwegischen Handelsmarine und Kuhhirte in einem israelischen Kibbuz, Theaterleiter in Taiwan und später Arzt für chinesische Medizin in Thailand. 1978 gründete er mit Freunden den Lanling Theatre Workshop in Taipeh, die erste moderne Theatertruppe auf Taiwan. Daneben produzierte er für das Fernsehen Reisefilme (Travelling Images).
1983 begann er seine Karriere als Kameramann in Asien. Edward Yang bat ihn darum, für seinen Debütspielfilm That Day on the Beach trotz der Proteste von festangestellten Kamerafilmern, die Kamera zu führen. Da Doyle danach Arbeitsbeschränkungen befürchtete, verließ er Taiwan. 1986 ging er nach Paris als Kameramann für Claire Devers' Spielfilm Noir et Blanc, der 1987 in der Kategorie Bestes Erstlingswerk für den César nominiert wurde. Doyle kehrte aber noch 1986 nach Asien zurück, da ihm klar wurde, dass hier seine Heimat war. Seine ungewöhnliche Weise der Kameraführung sprach sich herum, so dass er in Hongkongs Filmindustrie Beschäftigung fand. Den künstlerischen und kommerziellen Durchbruch erlangte er mit Wong Kar-wais Spielfilm Days of Being Wild (1991). Seitdem drehte er bis auf My Blueberry Nights (2007) alle Spielfilme von Wong und beeindruckte mit seinen außergewöhnlichen Kameraperspektiven, -fahrten und Lichtgebungen das internationale Publikum.
Neben seiner Kooperation mit Wong arbeitete er auch mit angesehenen Regisseuren wie Chen Kaige, Stanley Kwan und Zhang Yimou. Nach einigen Spielfilmproduktionen wurde er zu einem gefragten Kameramann in Asien und international bekannt. 1998 ging er nach Hollywood, wo er mit der Verfilmung des Barry Levinsons Drama Liberty Heights (1999) beauftragt wurde, ehe er sich erstmals an einer Inszenierung eines Films wagte. Mit seinem Debütfilm Away with Words (1999), zu dem er auch das Drehbuch verfasste, gelang ihm ein Achtungserfolg.
Doyle ist heute vorwiegend als Fotograf und Kameramann tätig. Seine Lebens- und Arbeitspartnerin ist die chinesische Kamerafrau Rain Kathy Li (李曉雨; * 1983, Peking). Er spricht fließend Hochchinesisch, Kantonesisch, Englisch und Französisch.

## Zitat
„Chris bestimmt die Gestaltung einer Szene mit seinen Ideen, allerdings nur dann, wenn der Regisseur selbst nicht weiter weiß. Er ist eine ausgesprochen starke Persönlichkeit. […] Chris ist ein Meister darin, Szenen aufzubauen, die eine gewisse Antizipation atmen und unvorhergesehene Möglichkeiten bergen. Er würde etwa nie mit der Bewegung der Schauspieler mitschwenken, wie die meisten Kameramänner es tun. Er lässt sie ganz oder zum Teil aus dem Bild gehen: Was passiert da jetzt? Manchmal folgt er den Schauspielern mit etwas Verzögerung, ohne sie wieder zu zentrieren, manchmal schneidet er sie an. So wird der filmische Raum für die Zuschauer zu einem spannungsgeladenen Feld, über das sie nie die Kontrolle haben. Das gibt dem Film seinen Rhythmus: Es wirkt, als würde die Kamera auf das Geschehen reagieren und nicht es bestimmen.“

## Filmografie (Auswahl)

### Als Kameramann
- 1983: That Day on the Beach (海灘的一天,  Hǎitān de yī tiān, kantonesisch Hoi taan dik yat tin) von Edward Yang
- 1986: Soul (老娘夠騷,  Lǎoniáng gòu sāo, kantonesisch Lou neung gau sou)
- 1986: Noir et blanc von Claire Devers
- 1989: Her Beautiful Life Lies (說謊的女人,  Shuōhuǎng de nǚrén, kantonesisch Syut fong dik neui yan)
- 1989: My Heart Is That Eternal Rose (殺手蝴蝶夢,  Shāshǒu húdiémèng, kantonesisch Saat sau wu dip mung)
- 1991: Days of Being Wild (阿飛正傳,  Āfēi zhèngzhuàn, kantonesisch Afei jing juen)
- 1992: The Peach Blossom Land (暗戀桃花源,  Ànliàn táohuāyuán, kantonesisch Ngam lyun tou fa yun)
- 1992: Awakening (夢醒時分,  mèngxǐng shífēn, kantonesisch Mungsing si fan)
- 1994: Red Rose White Rose (紅玫瑰白玫瑰,  hóng méiguī, bái méiguī, kantonesisch hung mui gwai baak mui gwai)
- 1994: Dongxie Xidu (東邪西毒,  Dōngxié Xīdú, kantonesisch Dung che Sai duk)
- 1994: The Red Lotus Society (Feixia Ahda)
- 1994: Chungking Express (重慶森林,  Chóngqìng sēnlín, kantonesisch Chunghing sam lam)
- 1995: The Peony Pavilion (我的美麗與哀愁,  Wǒ de měilì yǔ āichóu, kantonesisch Ngo dik mei lai yu oi sau)
- 1995: Fallen Angels (墮落天使,  Duòluò tiānshǐ, kantonesisch Do lok tin si)
- 1996: 4 Faces of Eve (4面夏娃,  Sì miàn xiàwá, kantonesisch Sei min ha wa)
- 1996: wkw/tk/1996@7′55″hk.net (Kurzfilm)
- 1996: Yang ± Yin: Gender in Chinese Cinema (男生女相：中國電影之性别,  Nánshēng nǚsxiàng: Zhōngguó diànyǐng zhī xìngbié;)
- 1996: Verführerischer Mond (風月,  Fēngyuè, kantonesisch Fung yut)
- 1997: First Love. The Litter on the Breeze (初纏戀后的二人世界,  Chū chánliàn hòu de èrrén shìjiè, kantonesisch Choh chin luen hau dik yi yan sai gaai)
- 1997: Motel Cactus (Motel Seoninjang)
- 1997: Happy Together (春光乍泄,  Chūnguāng zhà xiè, kantonesisch Cheun gwong tsa sit)
- 1998: Psycho (1998) (Remake)
- 1999: Liberty Heights
- 1999: Away with Words (三條人,  Sān tiao rén, kantonesisch Saam tiu yan)
- 2000: In the Mood for Love (花樣年華,  Huāyàng niánhuá, kantonesisch Fa yeung nin wa)
- 2001: Made
- 2002: Hero (英雄,  Yīngxióng, kantonesisch Ying hung)
- 2002: Der stille Amerikaner
- 2002: Three… Nightmares (三更,  Sān gēng, kantonesisch Saam gaang) – Segment Going Home
- 2002: Long Walk Home (Rabbit-Proof Fence)
- 2002: Following the Rabbit-Proof-Fence (Fernseh-Dokumentation)
- 2002: Infernal Affairs (無間道,  Wújiāndào, kantonesisch Mou gaan dou)
- 2003: Green Tea (綠茶,  Lǜ chá, kantonesisch Luk cha)
- 2003: Last Life in the Universe (Thai เรื่องรัก น้อยนิด มหาศาล ruang rak noi nid mahasan)
- 2004: Eros (愛神,  Àishén, kantonesisch Oi san) – Segment The Hand
- 2004: Dumplings – Delikate Versuchung (餃子,  Jiǎozi, kantonesisch Gaau ji)
- 2004: Three… Extremes (三更2,  Sān gēng èr, kantonesisch Saam gaang yi) – Segment Dumplings (餃子,  Jiǎozi, kantonesisch Gaau ji)
- 2004: 2046
- 2005: The White Countess von James Ivory
- 2005: Perhaps Love (如果愛,  Rúguǒ ài, kantonesisch Yugwo ngoi)
- 2006: Invisible Waves (Thai คำพิพากษาของมหาสมุทร)
- 2006: Das Mädchen aus dem Wasser
- 2006: Paris, je t’aime – Segment Porte de Choisy
- 2007: Paranoid Park von Gus Van Sant
- 2008: Downloading Nancy
- 2009: The Limits of Control von Jim Jarmusch
- 2009: Ondine – Das Mädchen aus dem Meer von Neil Jordan
- 2011: Underwater Love – A Pink Musical von Shinji Imaoka
- 2013: Eine gute Geschichte
- 2014: Ruined Heart: Another Lovestory Between A Criminal & A Whore von Khavn
- 2016: Endless Poetry (Poesía sin fin)
- 2017: Human Flow (Dokumentarfilm)
- 2018: Yu zhou you ai lang man tong you
- 2019: They Say Nothing Stays the Same von Joe Odagiri
- 2019: Tezuka’s Barbara (japanisch ばるぼら Baru bora)
- 2020: Love After Love
- 2021: Ouverture of Something that Never Ended (Fernsehserie, 7 Folgen)

### Als Regisseur
- 1999: Away with Words (三條人,  Sān tiao rén, kantonesisch Saam tiu yan)
- 2006: Paris, je t’aime – Segment Port de Choisy
- 2008: Warsaw Dark (Izolator)
- 2015: Hong Kong Trilogy: Preschooled Preoccupied Preposterous

### Als Drehbuchautor
- 1999: Away with Words (三條人,  Sān tiao rén, kantonesisch Saam tiu yan)
- 2006: Paris, je t’aime – Segment Port de Choisy

### Als Schauspieler
- 1993: Die Abservierer (Another Stakeout)
- 1996: Comrades: Almost a Love Story (甜蜜蜜,  Tián mìmì, kantonesisch Tim mat mat)[12]
- 1998: Andoromedia
- 2002: Marshall Law (Fernsehserie)
- 2006: McDull, the Alumni (春田花花同學會,  Chūntiān huā huā tóngxuéhuì)
- 2007: Paranoid Park

## Auszeichnungen (Auswahl)
Hong Kong Film Awards, Hongkong
- 2002 Beste Kameraarbeit bei Hero
- 1995 Beste Kameraarbeit bei Fallen Angels
- 1994 Beste Kameraarbeit bei Ashes of Time
- 1990 Beste Kameraarbeit bei Days of Being Wild
- 1986 Beste Kameraarbeit bei Soul

Golden Horse Film Festival, Taiwan
- 2000 Beste Kameraarbeit bei In the Mood for Love
- 1994 Beste Kameraarbeit bei Ashes of Time

Internationale Filmfestspiele von Venedig, Italien
- 1994 Osella d’Oro für beste Kameraarbeit bei Ashes of Time

Internationale Filmfestspiele von Cannes, Frankreich
- 2000 Großer Technischer Preis für beste Kameraarbeit bei In the Mood for Love

National Society of Film Critics, Vereinigte Staaten
- 2005 Beste Kameraarbeit bei 2046
- 2004 Beste Kameraarbeit bei Hero
- 2001 Beste Kameraarbeit bei In the Mood for Love

New York Film Critics Circle, Vereinigte Staaten
- 2005 Beste Kameraarbeit bei 2046
- 2004 Beste Kameraarbeit bei Hero
- 2001 Beste Kameraarbeit bei In the Mood for Love

Online Film Critics Association, Vereinigte Staaten
- 2005 Beste Kameraarbeit bei 2046

L.A. Film Critics Society, Vereinigte Staaten
- 2005 Beste Kameraarbeit bei 2046
- 2001 Beste Kameraarbeit bei In the Mood for Love

Chicago Film Critics Association, Vereinigte Staaten
- 2004 Beste Kameraarbeit bei Hero[13]

## Bibliografie
- Angel Talk. London 1996, ISBN 4-9900557-0-5.
- Backlit by the moon. Tokyo 1996, ISBN 4-947648-39-2.
- Buenos Aires. London 1997, ISBN 4-7952-8066-5.
- Cloud in Trousers. Santa Monica 1998, ISBN 1-889195-33-2.
- Motel Cactus. Kyoto 1999, ISBN 4-7713-0360-6.
- Shincho mook 061. Tokyo 2004, ISBN 4-10-790131-9.